# Momokoのももころじー
『momoのももころじー』（モモのももころじー）は、momo（放送開始時はmomoko、現唯月ふうか）がラジオパーソナリティを務めたエフエム北海道（AIR-G'）の冠ラジオ番組。放送時間は日曜日 6:55 - 7:00（JST）。
前身番組『momokoのモモ☆"ブロ』についても記述する。

## 概要
2009年に放送開始となった前身番組『momokoのモモ☆"ブロ』が、2010年4月に『momokoのももころじー』に改題・リニューアルされた。2011年パーソナリティ「momoko」がメジャーデビューするにあたり「momo」へ芸名変更するため、2011年1月23日の放送より『momoのももころじー』に改題された。

## 番組概要
聴衆者の投稿を基にことわざ・名言を紹介するミニ番組。番組内では、自身の近況報告・楽曲なども放送する。また同局の出演するラジオ番組『Superduper Radio Next Generation「LISTEN!」』（略称：スージェネ）の紹介もされた。

## 放送期間
momokoのモモ☆"ブロ
- 2009年7月5日 - 2010年3月28日

momokoのももころじー
- 2010年4月4日 - 2011年1月16日

momoのももころじー
- 2011年1月23日 - 2012年6月24日

## タイムテーブル
- 6:55 - 放送開始
- ことわざ・名言を紹介
- 近況報告
- 楽曲紹介
- エンディング - 「それでは、今日も元気に…ももころじー!!バイバーイ。」と締めくくる。
- 7:00 - 放送終了 次番組『MIKAKOマガジン』（林美香子）

## 外部サイト
- AIR-G' 公式プロフィール[リンク切れ]

| スタブアイコン | サブスタブ | この項目は、まだ閲覧者の調べものの参照としては役立たない、ラジオ番組に関連した書きかけの項目です。この項目を加筆・訂正などしてくださる協力者を求めています（P:ラジオ/PJ:放送番組）。 |